# サルバ・バジェスタ
サルバ・バジェスタ（Salvador Ballesta Vialcho, 1975年5月22日 - ）は、スペイン・アラゴン州サラゴサ出身の元サッカー選手、現サッカー指導者。現役時代のポジションはFW。元スペイン代表。
プリメーラ・ディビシオン（1部）では通算235試合に出場して87得点を挙げ、セグンダ・ディビシオン（2部）では通算126試合に出場して52得点を挙げている。

## 選手経歴

### クラブ
アラゴン州・サラゴサに生まれ、セビージャFCからデビューした。1998年にラシン・サンタンデールに移籍し、1999-2000シーズンには27得点を挙げてプリメーラ・ディビシオンのリーグ得点王（ピチーチ賞）に輝くと、2000年夏にはセグンダ・ディビシオンに降格したばかりのアトレティコ・マドリードに移籍し、21得点を挙げて得点王となった。
2001年夏にバレンシアCFに移籍し、2001-02シーズンは5得点を挙げて31シーズンぶりのリーグ優勝に貢献。2002-03シーズン前半戦はあまり起用されず、2003年1月にイングランド・プレミアリーグのボルトン・ワンダラーズFCにレンタル移籍した。2003-04シーズンはマラガCFにレンタル移籍して18得点し、2004-05シーズンはアトレティコ・マドリードにレンタル移籍した。
2005年夏にバレンシアCFを離れてマラガCFに完全移籍した。2007年1月、プリメーラ・ディビシオンで残留争いに巻き込まれていたレバンテUDにレンタル移籍すると、2月4日にエスタディオ・サンティアゴ・ベルナベウで行われたレアル・マドリード戦(1-0)でデビューし、決勝点を挙げて強豪相手に勝利した。レバンテUDはプリメーラ・ディビシオン残留を決め、2007年夏にセグンダ・ディビシオンのマラガCFに復帰した。2007-08シーズンはリーグ戦で7得点を挙げ、プリメーラ・ディビシオン昇格に貢献。2008-09シーズンのほとんどを度重なる怪我に妨げられたが、2009年2月9日のUDアルメリア戦(3-2)では0-2の劣勢の場面で途中出場し、2得点を決めて逆転勝利に貢献した。3月15日のセビージャFC戦(2-2)では再び2得点を挙げ、同州内のライバルに引き分けた。シーズン終了後、契約満了によりマラガCFを離れ、2009年8月31日、34歳のサルバはアルバセテ・バロンピエと1年契約（1年の延長オプション付き）を結んだが、2009-10シーズンはほとんどすべての出場機会が途中出場であり、2010年夏に契約を延長されなかった14選手のうちのひとりとなった。
この後、35歳のサルバは現役引退を表明し、かつてチームメイトだったフランセスク・アルナウとともにマラガCFのユースチームのコーチに就任した。

### 代表
2000年1月26日、ポーランドとの親善試合(3-0)の残り20分の段階でイスマエル・ウルサイスと交代し、スペイン代表デビューを果たした。2004年までに4試合に出場した。

## 指導者経歴
マラガCFのユースチームでのコーチを経て、2013年7月11日、テルセーラ・ディビシオンのマラガBの監督に就任した。就任から2年後、契約満了で退任した。その後は主に3部や4部をクラブを率いている。

## 人物
サルバは遠慮なしに物事を批評することで悪名高い。スペインの愛国主義者であり、保守的な考えを持つ軍国主義者である。しばしば極右主義者であるとさえ言われる。

## タイトル

### クラブ
- バレンシアCF

リーガ・エスパニョーラ: 2001–02

### 代表
- U-21スペイン代表

UEFA U-21欧州選手権: 1998

### 個人
- プリメーラ・ディビシオン ピチーチ賞 : 1999-2000
- セグンダ・ディビシオン ピチーチ賞 : 2000-2001